# Robert Jenkins
Robert Jenkins (? — 1745) foi um marinheiro britânico do século XVIII que passou à História como protagonista do chamado Incidente Jenkins, no qual desatou uma guerra entre a Espanha e a Grã-Bretanha em 1739 depois de ser convenientemente magnificado pela imprensa e a oposição política de seu país. Teve a sua orelha cortada por Julio León Fandiño, após ter o seu navio capturado em águas caribenhas, por ser contrabandista.